# Українсько-мікронезійські відносини
Українсько-мікронезійські відносини — відносини між Україною та Федеративними Штатами Мікронезії. 
Федеративні Штати Мікронезії визнали незалежність України 17 вересня 1999 року, того ж дня країни встановили дипломатичні.
Інтереси громадян України у Федеративних Штатах Мікронезії захищає Посольство України в Японії.

## Історія
Федеративні Штати Мікронезії (ФШМ) підтримали Резолюцію ГА ООН «Територіальна цілісність України» від 27.03.2014 р., а також резолюції "Ситуація з правами людини в АРК" у 2016-2021 рр. та резолюції "Проблема мілітаризації АРК" у 2018-2021 рр.
Після початку повномасштабного російського вторгнення ФШМ 25 лютого 2022 р. оголосили про розрив дипломатичних відносин із Росією (єдина країна у світі, окрім України, що прийняла таке рішення).
ФШМ також приєднались до колективних заяв Форуму тихоокеанських островів щодо ситуації в Україні, які містили засудження російської агресії та порушення суверенітету та територіальної цілісності України, заклик до Росії припинити спробу незаконної анексії українських територій, а також забезпечити деескалацію ситуації та вивести російські війська за лінію міжнародно визнаних кордонів України.

## Торгівля
За підсумками 2021 року обсяг торгівлі товарами між Україною та ФШМ склав 0,1 тис. дол. США. Експорт товарів з України до Мікронезії в 2021 році не здійснювався. Імпорт товарів з ФШМ до України становив 0,1 тис. дол. США. Основні статті імпорту: одяг та аксесуари до одягу, а також трикотаж.